# Station Porong
Porong is een spoorwegstation in de Indonesische provincie Oost-Java.

## Bestemmingen
- KRD Komuter: Station Surabaya-Station Sidoarjo (naar Surabaya)
- Penataran: naar Station Surabaya Gubeng en Station Blitar via Station Malang